# كيفن مور (منافس ألعاب قوى)
كيفن مور (بالإنجليزية: Kevin Moore)‏ هو منافس ألعاب قوى أسترالي، ولد في 29 يوليو 1990 في مالطا.

## وصلات خارجية
- كيفن مور على موقع الاتحاد الدولي لألعاب القوى (الإنجليزية)
- كيفن مور على موقع النتائج التاريخية لألعاب القوى الأسترالية (الإنجليزية)
- كيفن مور على موقع اتحاد ألعاب الكومنولث (مؤرشف) (الإنجليزية)
- كيفن مور على موقع اتحاد ألعاب الكومنولث (مؤرشف) (الإنجليزية)